# NGCC Pierre Radisson
Le NGCC Pierre Radisson est un brise-glace de la Garde côtière canadienne. Son port d'attache hivernal est le port de Québec au Québec à l'embouchure du fleuve Saint-Laurent sur le golfe du Saint-Laurent. Il a été construit en 1978 par Burrard Dry Dock de North Vancouver en Colombie-Britannique. Il est nommé en l'honneur de Pierre-Esprit Radisson, un explorateur de l'époque de la Nouvelle-France.

## Histoire
Le NGCC Pierre Radisson a participé aux éditions de 2008 et de 2009 de l'opération Nanook, l'opération pangouvernementale annuelle avec des éléments des Forces armées canadiennes effectuant des patrouilles de souveraineté et des exercices en cas de catastrophe dans l'Arctique canadien.
Le 27 juillet 2015, le NGCC Pierre Radisson a effectué une opération de sauvetage en retrouvant et secourant Sergey Ananov, un pilote d'hélicoptère russe qui tentait d'effectuer un vol autour du monde. Son hélicoptère s'était écrasé et a coulé dans le détroit de Davis entre l'île de Baffin et le Groenland le jour précédent, mais il a réussi à nager jusqu'à une banquise,.
Le navire est notamment connu pour avoir accueilli en 1991 le cinéaste et écrivain Pierre Perrault lors d'un voyage qu'il relate dans son essai Le mal du Nord parru en 1999 ainsi que Jamy dit Jamy Epicurieux, qui animait l'émission scientifique C'est pas Sorcier .

## Annexe